# Ignacio Neira
Ignacio Nicolás Neira Norba, noto semplicemente come Ignacio Neira (Ciudad de la Costa, 6 febbraio 1998), è un calciatore uruguaiano, centrocampista del Tigre in prestito dal  Rentistas.

## Caratteristiche tecniche
È un trequartista.

## Carriera
Cresciuto nel settore giovanile del Montevideo Wanderers, ha debuttato in prima squadra il 4 settembre 2016 disputando l'incontro di Primera División Profesional vinto 3-1 contro il Cerro.
In seguito ha militato nel Club Atlético Cerro, nel Montevideo City Torque, nel Villa Española, nel Rentistas, e nel La Luz, tutti club dello stesso paese.
Nel 2025 viene ceduto in prestito al Club Atlético Tigre della Primera División Argentina.

## Palmarès

### Club

#### Competizioni nazionali
- Segunda División Profesional de Uruguay: 1

Montevideo City Torque: 2019